# Насиров Василь Михайлович
Василь Михайлович Насиров (1892, Російська імперія — ?) — радянський діяч, відповідальний секретар Вінницького та Красноградського окружних комітетів КП(б)У.

## Життєпис
Народився в козацькій родині. Закінчив однокласну початкову школу. Працював вчителем.
З 1905 до 1917 року — член Спілки максималістів. За революційну діяльність двічі сидів у в'язниці.
У 1917 році працював діловодом міської управи міста Катеринодара (Краснодара).
Член РСДРП(б) з 1917 року.
У 1918 році був головою обласного комітету РКП(б) (?) у Катеринодарі (Краснодарі).
З 1918 року служив командиром штабу Північно-Кавказьких революційних військ (Червоної армії). Учасник громадянської війни в Росії.
З 1920 року — секретар партійного осередку, заступник секретаря обласного партійного комітету РКП(б) у Краснодарі, заступник секретаря Краснодарського  міського комітету РКП(б). У 1921 році — відповідальний секретар районного комітету РКП(б) міста Краснодара.
З 1921 року — відповідальний секретар Слов'янського районного комітету РКП(б) на Кубані; секретар Семиріченського обласного комітету РКП(б) у місті Вєрний (?).
У 1923—1924 роках — відповідальний секретар Вінницького окружного комітету КП(б)У.
У 1924 — серпні 1925 року — відповідальний секретар Красноградського окружного комітету КП(б)У.
Одружений, мав двох дітей. Подальша доля невідома.